# Regno di Namayan
Regno di Namayan (anche regno di Sapa, Maysapan o Nasapan), fu uno dei tre principali regni che dominarono i territori lungo il fiume Pasig e la costa della Laguna de Bay nelle Filippine, prima della conquista spagnola del XVI secolo.
Namayan è il più antico dei tre regni, rispetto al Regno di Tondo e al regno di Maynila, ed era formato da una confederazione di barangay che iniziarono a prosperare nel 1175.